# (182) Elsa
(182) Elsa es un asteroide perteneciente al cinturón de asteroides descubierto el 7 de febrero de 1878 por Johann Palisa desde el observatorio de Pula, Croacia.
Inicialmente se denominó Elsbeth, nombre de la emperadriz austriaca, pero más adelante fue cambiado por Elsa.